# Sus scrofa davidi
A Sus scrofa davidi az emlősök (Mammalia) osztályának párosujjú patások (Artiodactyla) rendjébe, ezen belül a disznófélék (Suidae) családjába tartozó vaddisznó (Sus scrofa) egyik alfaja.

## Előfordulása
A Sus scrofa davidi előfordulási területe Délkelet-Irántól kezdve, Pakisztánon keresztül, egészen Északnyugat-Indiáig terjed.

## Megjelenése
A vaddisznó kisebb alfajainak egyike. Szőrzete hosszú és világosbarna színű. A pofája ennél is világosabb. Könnyen megkülönböztethető a szintén Indiában is élő, de nála nagyobb és sötétebb szőrzetű kontyos disznótól (Sus scrofa cristatus).

## Fordítás
- Ez a szócikk részben vagy egészben  a   Wild boar című angol Wikipédia-szócikk ezen változatának fordításán alapul.  Az eredeti cikk szerkesztőit annak laptörténete sorolja fel. Ez a jelzés csupán a megfogalmazás eredetét és a szerzői jogokat jelzi, nem szolgál a cikkben szereplő információk forrásmegjelöléseként.